# Shōgo Kobara
Shōgo Kobara (japanisch 小原 章吾 Kobara Shōgo; * 2. November 1982 in der Präfektur Kanagawa) ist ein ehemaliger japanischer Fußballspieler.

## Karriere
Kobara erlernte das Fußballspielen in der Jugendmannschaft der Yokohama Flügels und der Yokohama F. Marinos. Seinen ersten Vertrag unterschrieb er 2001 bei den Yokohama F. Marinos. Der Verein spielte in der höchsten Liga des Landes, der J1 League. 2001 gewann er mit dem Verein den J.League Cup. Mit dem Verein wurde er 2003 japanischer Meister. Für den Verein absolvierte er 11 Erstligaspiele. 2004 wechselte er zum Zweitligisten Vegalta Sendai. Für den Verein absolvierte er 26 Spiele. 2005 wechselte er zum Ligakonkurrenten Montedio Yamagata. 2008 wurde er mit dem Verein Vizemeister der J2 League und stieg in die J1 League auf. Für den Verein absolvierte er 145 Spiele. 2010 wechselte er zum Zweitligisten Ehime FC. Für den Verein absolvierte er 26 Spiele. 2011 wechselte er zum Erstligisten Avispa Fukuoka. Am Ende der Saison 2011 stieg der Verein in die J2 League ab. Für den Verein absolvierte er 43 Spiele. 2013 kehrte er zu Ehime FC zurück. Für den Verein absolvierte er 20 Spiele. Ende 2013 beendete er seine Karriere als Fußballspieler.

## Erfolge
Yokohama F. Marinos
- J1 League

Meister: 2003
Vizemeister: 2002
- J.League Cup

Sieger: 2001